# سام فولي
سام فولي (بالإنجليزية: Sam Foley)‏ (17 أكتوبر 1986 بسانت ألبانز في المملكة المتحدة - ) هو لاعب كرة قدم بريطاني في مركز الوسط. لعب مع بورت فايل وشروزبري تاون ونيوبورت كونتي ويوفل تاون ونادي كيدرمينستر هاريرز لكرة القدم ونادي باث سيتي ونادي تشيلتنهام تاون لكرة القدم وRedditch United F.C. ‏.

## وصلات خارجية
- سام فولي على موقع قاعدة بيانات كرة القدم.إي يو (الإنجليزية)
- سام فولي على موقع Soccerbase.com (لاعب) (الإنجليزية)
- سام فولي على موقع Soccerway.com (الإنجليزية)
- سام فولي على موقع عالم كرة القدم.نت (الإنجليزية)